# Atropoides nummifer
Atropoides nummifer är en ormart som beskrevs av Rüppell 1845. Atropoides nummifer ingår i släktet Atropoides och familjen huggormar. IUCN kategoriserar arten globalt som livskraftig.
Denna huggorm förekommer i bergstrakter i sydöstra Mexiko nära Mexikanska golfen. Den vistas i regioner som ligger 670 till 1800 meter över havet. Arten lever i fuktiga skogar som regnskogar, molnskogar eller andra lövfällande skogar. Den besöker angränsande odlingsmarker.

## Underarter
Arten delas in i följande underarter:
- A. n. mexicanus
- A. n. nummifer
- A. n. occiduus

## Bildgalleri

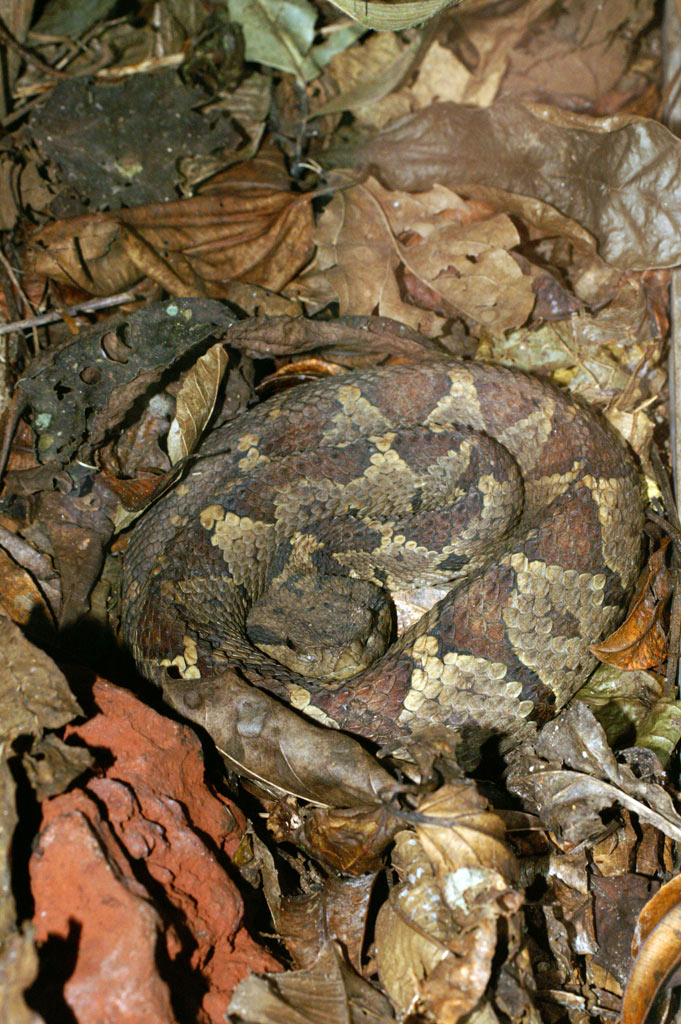
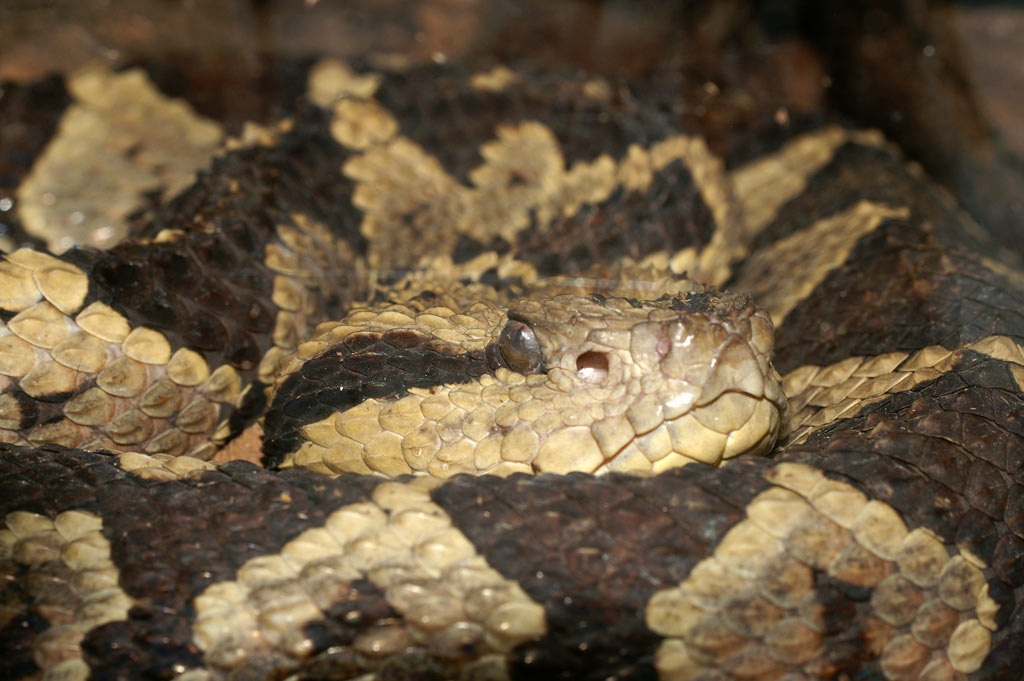